# 寅次郎的故事44 寅次郎的告白
《寅次郎的故事44 寅次郎的告白》（日语：男はつらいよ 寅次郎の告白）是一部1991年上映的日本喜剧电影，亦是《寅次郎的故事系列》的第四十四部剧场版作品。由山田洋次导演，渥美清、倍赏千惠子、前田吟、下条正巳、三崎千惠子、后藤久美子等等主演。于1991年12月21日上映。

## 剧情简介
阿泉到东京的乐器店来找工作，可是店里不允许接收她这样学历的人，她不想再读书，因为妈妈带回了新的男人，她不想留在家里，希望能够靠自己摆脱家庭。她给满男寄来了明信片说她要去鸟取看海，从她的字里行间满男有了一种不祥的感觉，担心她情绪沮丧做傻事，就一路追赶去了鸟取。在岛上，他们遇见了寅次郎，寅次郎带他们到了一家小店，店主是他的旧日情人圣子。圣子当初在丈夫和寅次郎之间选择了前者，如今丈夫已经故去，和寅次郎重逢，不免开怀畅饮，通宵达旦。寅次郎再次选择了放弃。满男对舅舅的做法一直不大理解。为什么他苦苦寻觅不到的爱一旦降临的时候，他却总是选择放弃呢？只能说寅次郎希望自己是个赏花者而不是摘花人。

## 主要演员
- 车寅次郎：渥美清
- 诹访满男：吉冈秀隆
- 及川泉：后藤久美子
- 圣子：吉田日出子
- 及川礼子：夏木麻里
- 诹访樱：倍赏千惠子
- 诹访博：前田吟
- 车龙造（外甥）：下条正巳
- 车つね（姑妈）：三崎千惠子
- 桂梅太郎（社长）：太宰久雄
- 源公：佐藤蛾次郎
- 御前样：笠智众
- ポンシュウ：关敬六
- 糖果店的老妇：杉山德子
- 礼子的爱人：津嘉山正種
- 钓鱼人：笹野高史

## 奖项
- 第2届文化厅最佳电影作品奖长篇电影部门

### 英文
- . Complete Index to World Film.   [2016-02-20]. （原始内容存档于2016-03-03） （英语）.
- 互联网电影数据库（IMDb）上《Otoko wa tsurai yo: Torajiro no kokuhaku (1991)》的资料（英文）

### 德文
- . www.molodezhnaja.ch.   [2016-02-20]. （原始内容存档于2016-03-04） （德语）.

### 日文
- . www.allcinema.net.   [2016-02-20]. （原始内容存档于2016-03-05） （日语）.
- . 日本电影院数据库（日本文化厅）.   [2016-02-20]. （原始内容存档于2012-03-26） （日语）. 外部链接存在于|publisher= (帮助)
- . 日本电影数据库.   [2016-02-20]. （原始内容存档于2016-03-03） （日语）.
- . 电影旬报.   [2016-02-20]. （原始内容存档于2012-03-24） （日语）.

### 中文
- . 豆瓣电影.   [2016-02-20]. （原始内容存档于2017-01-16）.